# Hélène Barbier-Brygoo
Pour les articles homonymes, voir Barbier et Brygoo.
Hélène Barbier-Brygoo est une biochimiste et botaniste française spécialiste de la physiologie végétale. Elle mène ses recherches à l'institut de Biologie Intégrative de la cellule (I2BC) à l'Université Paris-Saclay. En 1995, elle reçoit la médaille d'argent du CNRS.

## Biographie
Hélène Barbier-Brygoo fait des études de physiologie végétale à l'Université Paris-Sud et soutient sa thèse de doctorat sur les propriétés électriques du tonoplaste en 1987 sous la direction de Jean Guern. Elle intègre ensuite le CNRS à l'Institut des sciences biologiques et plus précisément à l'Institut des sciences du végétal.
En 1995, elle reçoit la médaille d'argent pour ses travaux sur les signaux hormonaux dans la croissance végétale. Elle travaille notamment sur le rôle de l'auxine, une phytohormone de croissance végétale indispensable au développement des plantes. En 2013 , elle est nommée membre de la commission interdisciplinaire 50 : gestion de la recherche au CNRS. En janvier 2015, elle intègre l'institut de Biologie Intégrative de la cellule (I2BC) à l'Université Paris-Saclay. Depuis 2007, Hélène Barbier-Brygoo s'implique également dans la formation des encadrants des doctorants avec Philippe Belpaeme au sein de la société Belpaeme Conseil,.
En 2008, elle reçoit le Prix Paul Doistau-Émile Blutet de l'Académie des sciences pour avoir identifié un acteur clef de l’accumulation du nitrate dans la vacuole. AtCLCa est un canal ionique présent sur la membrane vacuolaire, apparenté aux canaux chlore bactériens. Ce canal permet à la plante de moduler la disponibilité de l’ion nitrate comme nutriment au gré de ses besoins.

## Distinctions et récompenses
- 2008 : Prix Paul Doistau-Émile Blutet de l'Académie des sciences mention biologie intégrative[5]
- 1995 : Médaille d'argent du CNRS[6]